# Scènes uit een huwelijk
Scènes uit een huwelijk (Zweeds: Scener ur ett äktenskap) is een film van de Zweedse regisseur Ingmar Bergman uit het jaar 1973. De film was oorspronkelijk een miniserie voor televisie.

## Verhaal
De film bestaat uit zes episodes uit het huwelijk van Johan en Marianne en lopen van hun gelukkige huwelijk na 10 jaar, ontrouw, uit elkaar gaan, weerzien, pijnlijke scheiding  tot samenkomst na jaren en wederzijds ongelukkig hertrouwen. Het gaat om de scherpe, psychologische dialogen. De Zweedse miniserie is in totaal 229 minuten lang. De bioscoopversie is ingekort tot 167 minuten.

## Rolverdeling
| Acteur                | Personage             |
| --------------------- | --------------------- |
| Liv Ullmann           | Marianne              |
| Erland Josephson      | Johan                 |
| Bibi Andersson        | Katarina              |
| Jan Malmsjö           | Peter                 |
| Gunnel Lindblom       | Eva                   |
| Anita Wall            | Mevrouw Palm          |
| Barbro Hiort af Ornäs | Mevrouw Jacobi        |
| Lena Bergman          | Karin, de zus van Eva |
| Wenche Foss           | De moeder             |
| Rossana Mariano       | Eva (12 jaar oud)     |
| Bertil Norström       | Arne                  |